# Brigitta von Stiebar
Brigitta von Stiebar (* 1480; † 1557 in Bamberg) war von 1526 bis 1554 letzte Äbtissin des Klosters Schlüsselau.
Brigitta stammte aus der ritteradeligen Familie von Stiebar. Sie war eine Tochter von Albrecht Stiebar zu Buttenheim, Aisch und Wachenroth und Elisabeth, einer geborenen von Grumbach. Die Familie von Stiebar stellte mehrere Nonnen und Äbtissinnen von Schlüsselau und St. Theodor in Bamberg.
Brigitta war 1526 die Nachfolgerin von Ursula von Truppach, die in der Folge des Bauernkriegs im Exil in Bamberg verstorben war. Sie setzte sich für den Wiederaufbau des zerstörten Klosters ein, ließ ein neues Urbar erstellen und lieh sich Geld, etwa beim Bischof von Bamberg. 1528 war das Konventsgebäude wieder bewohnbar. Ihre Bemühungen, wie das Ersuchen um Bestätigung der Klosterprivilegien bei Kaiser Karl V. wurden durch den Einfall des Markgrafen Albrecht Alcibiades im Zweiten Markgrafenkrieg, der am 22. April 1553 das Kloster in Brand setzte, zunichtegemacht. Als Folge der Reformation war die Zahl der Klosterschwestern dramatisch gesunken. Am 1. August 1554 besiegelte der Bamberger Bischof Weigand von Redwitz die endgültige Auflösung des Klosters. Die ruinöse Klosteranlage blieb unverändert, die Güter des Klosters wurden eingezogen und unter fürstbischöfliche Verwaltung gestellt. Die Äbtissin Brigitta, seit 1550 erblindet, wurde aufgrund ihres gesundheitlichen Zustandes von ihren Verpflichtungen als Äbtissin entbunden. Sie starb drei Jahre später im Alter von 77 Jahren, die wenigen verbliebenen Nonnen waren bereits vorher verstorben. Sie wurde in der Grablege der Familie in Buttenheim bestattet. Ihr Epitaph ist erhalten geblieben. Er zeigt in grober Bearbeitung die Äbtissin, die Hände zum Gebet gefaltet.